# Républiques partisanes italiennes
Les Républiques partisanes italiennes étaient des États provisoires fondés dans des territoires libérés de l'Allemagne nazie et de la République sociale italienne en 1943 et 1944 pendant la Seconde Guerre mondiale. Elles ont toutes été éphémères, la plupart d'entre elles étant reconquises par l'armée allemande dans les semaines suivant leur création et réintégrées au sein de la République sociale italienne.

## Liste des Républiques partisanes italiennes
- République partisane de Maschito (septembre 1943 - 5 octobre 1943)
- République partisane d'Alba (10 octobre 1944 - 2 novembre 1944)
- République partisane du Haut-Montferrat (septembre - 2 décembre 1944)
- République partisane de l'Alto Tortonese (septembre - décembre 1944)
- République partisane de Bobbio (7 juillet - 27 août 1944)
- République partisane du Cansiglio  (juillet - septembre)
- République partisane de Carnie (26 septembre - 10 octobre 1944)
- République partisane de Corniolo (it) (2 février - mars 1944)
- République partisane du Frioul oriental (30 juin - septembre 1944)
- République partisane de Pigna (18 septembre 1944 - 8 octobre 1944)
- République partisane du Langhe (septembere - novembre)
- République partisane de Montefiorino (it) (17 juin - 1er août)
- République partisane de l'Ossola (10 septembre - 23 octobre)
- République partisane de Torriglia (26 juin - 27 novembre)
- République partisane de la Vallée de Ceno (10 juin - 11 juillet 1944)
- République partisane de la Vallée d'Enza et de la Vallée de Parme (juin - juillet 1944)
- République partisane de la Vallée de Maira et de la Vallée de Varaita (juin - 21 août 1944)
- République partisane de la Vallée de Taro (it) (15 juin - 24 juillet 1944)
- République partisane de la Vallée de Lanzo (25 juin - septembre)
- République partisane de la Vallée de Sesia (it) (11 juin - 10 juillet 1944)
- République partisane de Varzi (19/24 septembre - 29 novembre 1944)